# Vojtěch Náprstek

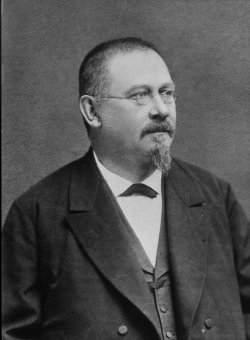
Vojtěch Náprstek

Vojtěch (Vojta) Náprstek, född 17 april 1826 i Prag, död 2 september 1894, var en tjeckisk etnograf och forskningsresande.
Náprstek tvingades efter 1848 års politiska händelser att utvandra till USA, där han verkade än som kroppsarbetare, än som journalist eller bokförläggare och studerade sociala förhållanden. Efter återkomsten till Böhmen (1858) inrättade han en slöjdskola och ett industrimuseum och skänkte till staden Prag sina synnerligt rikhaltiga samlingar av etnografiska föremål, fotografier och litteratur från alla världsdelar, vilka kom att placeras i ett hus, som han också skänkte till staden. Han ivrade även för kvinnofrågan och andra humanitära reformer. Askan av hans i Gotha brända kropp förvaras i Prags industrimuseum.